# Xiakou (köpinghuvudort i Kina, Hubei Sheng, lat 31,12, long 110,78)
Xiakou (kinesiska: 峡口, 峡口镇) är en köpinghuvudort i Kina. Den ligger i provinsen Hubei, i den centrala delen av landet, omkring 340 kilometer väster om provinshuvudstaden Wuhan. Antalet invånare är 24 582. Befolkningen består av 11 776 kvinnor och 12 806 män. Barn under 15 år utgör 9,0 %, vuxna 15-64 år 79 %, och äldre över 65 år 11,0 %.
Runt Xiakou är det ganska tätbefolkat, med 166 invånare per kvadratkilometer. Närmaste större samhälle är Gaoyang, 12,4 km norr om Xiakou. I omgivningarna runt Xiakou växer i huvudsak blandskog.
Genomsnittlig årsnederbörd är 1 307 millimeter. Den regnigaste månaden är augusti, med i genomsnitt 236 mm nederbörd, och den torraste är december, med 14 mm nederbörd.